# George Dennison
George Dennison (Pittsburgh, Pennsylvania, 1925 – Temple, Maine, 1987. október 8.)     amerikai regényíró, novellista.

## Élete
Pittsburgh (Pennsylvania) egy elővárosában született, és ott is töltötte gyerekkorát. A második világháborúban a tengerészetnél szolgált. Tanult a New School for Social Research egyetemen, és bár elsősorban író szeretett volna lenni, emellett kiegészítésképpen sok iskolában tanított az óvodától a felsőbb iskolákig. Miután gestalt terápiát tanult Paul Goodmannál New Yorkban, súlyosan sérült gyerekekkel foglalkozott mint tanár és terapeuta. Irodalmi sikerei nem voltak jelentősek. Sikerült eladnia egy történetet, de az soha nem jelent meg. Drámáit barátai előadták, de nézői kis számban voltak. Néhány esszéje és könyvismertetése megjelent irodalmi újságokban, néhány műkritikája az Art Newsban. Két házassága végződött rosszul. Ekkor mutatta be őt Paul Goodman Mabel Chrystie-nek.
Mabel Chrystie (később Dennison) (New York, 1932 – Temple, Maine, 2001) az Első Utcai Iskola későbbi alapítója az 50-es évek végén állami alkalmazásban álló tanítónő volt New Yorkban. Itt olyan gyerekekkel foglalkozott, akik bár idősebbek voltak, mégsem tudtak olvasni. Ebben az időben olvasta más szerzők mellett Paul Goodman és A.S. Neill könyveit.
A 60-as évek elején a Summerhill-t alapító skót A. S. Neill egy tanítványa Robert Barker, aki Summerhillben tanított is, New York közelében egy Summerhillt mintának tekintő bentlakásos iskolát alapított.
Mabel Chrystie három évig tanított ebben az iskolában, és meggyőződött arról, hogy az ott alkalmazott elvek és a gyakorlat jobb annál, mint amit az állami iskolák nyújtanak a gyerekeknek. Arra gondolt, hogy a szabad iskolák akkor tudnának a legtöbbet tenni, ha helyi közösségekben működnének, és az iskolába az annak közelében lakó gyerekek járhatnának. Magánadományozóktól szerzett pénzt erre a kísérletre, amivel egy kétéves periódust finanszírozni lehetett. Az iskola eredetileg Manhattan First Street utcájában jött létre. Az iskolában 3 főállású (Mabel Chrystie, Gloria Aranoff, Susan Goodman) és egy félállású (George Dennison) tanár dolgozott.
George Dennison Mabel Chrystie-vel való találkozása után csatlakozott a tanári karhoz mint az idősebb fiúk tanára és terapeutája.  Az iskola működése alatt vezetett naplójából keletkezett a Gyerekek élete – Az Első Utcai Iskola története (The Lives of Children: The Story of the First Street School) című könyv, amelyik sokak által elismerten az egyik legjobb írás, amit a szabad iskolák mozgalma létrehozott.
Az iskola New York egyik szegény negyedében a Low East Side-on működött 1964 és 1966 között. Az iskolába 23 gyerek járt, feketék, fehérek, puertó-ricóiak kb. egyenlő arányban. A gyerekek családjai szegények voltak. Felük segélyen élt, és kb. felük korábban más iskolákba járt, ahol súlyos tanulási és viselkedési problémákkal küszködtek. Olyan gyerekek voltak, akiket nemcsak New Yorkban, hanem a világ minden táján megtalálhatunk, és akiket a gigantikus iskolarendszer nem tud elérni, akiknek ez a rendszer nem tud segíteni. Az Első Utcai Iskola, amely nem költött többet egy tanulóra, mint az állami iskolák, nem vallott kudarcot. A gyerekek jól érezték magukat, fejlődni, tanulni kezdtek.
Az iskola szabad iskola volt, ugyanakkor kisméretű iskola is, végezetül nevezhetjük utcai iskolának is. Dennison egy 1973-ban vele készült interjúban így magyarázza el, hogy mit jelent ez a három címke.
„Az Első Utcai Iskola, amelyről könyvem beszámol, szabad iskola volt, ami azt jelenti, hogy a gyerekek számára a tanításban való részvétel önkéntes volt, és nem kaptak büntetést, ha távol maradtak. Az ilyen szabad iskolák elmélete és praxisa mögött természetesen A. S. Neill summerhilli iskolája áll. De a mi Első Utcai Iskolánk egyben egy kisméretű iskola is volt, mint azt Paul Goodman javasolta. Mi beláttuk, hogy a mi alternatív programunkat mamut iskolákban nem tudnánk jól megvalósítani. Soha nem vettünk volna fel többet 25-30 gyereknél. Néhány mini iskola magát utcai iskolának nevezte arra utalva ezzel, hogy a közelben lakók számára léteznek, nem a nyilvános iskolai bürokrácia számára.”

## George Dennison művei a Demokratikus Nevelésért és Tanulásért Egyesület honlapján
- A. S. Neill levele George Dennisonhoz – 1969. December 9.
- George Dennison: A gyerekek élete – Az „Első Utcai” iskola története – 1. fejezet
- George Dennison: A Gyerekek élete – Az „Első Utcai” iskola története – 3. fejezet
- George Dennison: A Gyerekek élete – Az „Első Utcai” iskola története – részlet az 5. fejezetből
- Fóti Péter: A szegények Summerhillje – Bevezető George Dennison Az „Első utcai” iskola története c. könyve 1. és 3. fejezetének fordításához
- George Dennison: Kell-e nekünk elnök? – Gyerekkönyv, részlet a szerző "Egy nagy szüreti mulatság" c. könyvének 6. fejezetéből